# APA集团
APA集团株式会社（APA集团，日语： apa grūpu */?）是一家以城市发展和建筑业为主业的公司，旗下经营有APA酒店等。总部位于日本東京都港区赤坂，本店登记于石川县金泽市。

## 历史
1971年4月1日，元谷外志雄在石川縣小松市创立集团前身“信金开发株式会社”，会社于5月10日开始运作，简称“信开”。1997年11月25日，信金开发株式会社的商号更名为APA株式会社（アパ株式会社），集团名也由信开集团改为APA集团。2002年5月10日，总部搬迁至东京的赤坂见附（石川县金泽市仍为登记的本店）。
为突出集团全体即公司的理念，APA集团长期以“APA集团”（アパグループ）作为企业名，但由于不存在“APA集团株式会社”这一企业，APA集团自身的企业形态显得较为模糊。2012年5月10日，APA都市开发株式会社更名为APA集团株式会社，确立了其作为集团运营总管的位置。
集团开展多种建筑业务，其中又以公寓事业和酒店事业为主。公寓事业负责人由集团代表元谷外志雄兼任，酒店事业则由APA酒店株式会社负责，元谷外志雄的妻子元谷芙美子担任社長。
元谷芙美子经常身着正装，戴着帽子出现在APA酒店的广告中。
APA是“Always Pleasant Amenity”（永远愉快而惬意）的首字母缩写。集团标识中的2个“A”都没有横线，形状类似“Λ”。

### APA酒店
开展新都市型酒店事业和综合度假村，主要服务出差途中的公司职员。城区外还经营有高尔夫球场和滑雪场等设施。与普通商务酒店不同，APA酒店提供餐厅和温泉等服务，亦承接婚宴举办。除标准的商务型酒店外，客户还可选择较高级的“APA别墅酒店”（アパヴィラホテル），或是更适合观光休闲的“APA度假酒店”（アパホテルリゾート）。官网上有使用“阿帕酒店”这一中文名。
自2011年起，APA酒店几乎每月都在东京23区内新开一家店铺，在其他地区则是选择有竞争力的酒店作为“APA酒店伙伴”（アパホテルパートナーズ），提供与APA酒店通用的网上预订等服务。酒店于2011年9月后开展特许经营模式，截至2016年5月，特许经营店铺已达39家。
2015年11月13日，美国新泽西州都会公园站附近的APA伍德布里奇酒店（APA Hotel Woodbridge）开业，这是APA在日本以外的第一家酒店。酒店原为希尔顿伍德布里奇（Hilton Woodbridge），现在在APA与该州不动产投资商Friendwell集团签订的特许经营合同下运营。
2016年9月6日，APA取得加拿大的Coast Hotels，成为在北美地区有40家酒店，共计5,028间房的连锁酒店。
截至2016年9月，酒店数（含建设中）共有413家，房间数共计66,950间。

### APA公寓
APA公寓株式会社（アパマンション株式会社）是APA集团下的集团公司，在集团中负责分户出售公寓的建设等业务。公司前身是1971年4月1月创立于石川縣小松市的信金开发株式会社。随着集团（信开集团）商号更名“APA集团”，1997年11月25日，公司商号改为集团会社APA公寓。
代表董事社長是同为APA集团代表的元谷外志雄。

## 事件

### 有奖论文“真实的近现代史观”
APA集团曾举办名为“真实的近现代史观”（真の近現代史観）的有奖论文比赛。
2008年，田母神俊雄在航空幕僚长任期内以一篇否认近代日本侵略性的论文《日本曾是侵略国家吗》（日本は侵略国家であったのか）参加第1回有奖论文，并获得“最优秀藤诚志奖”。由于论文内容与政府观点存在明显对立，其航空幕僚长一职随后遭到解除。

### 抗震伪装问题
2007年1月25日，日本国土交通省发布消息称，由京都市的設計事務所负责结构计算的2座APA酒店抗震性能仅达到规定抗震基準的70－80%。京都市随后对这2座建筑发出使用禁令，但設計酒店的M設計师认为“京都市的計算是错的，我对我们的計算有自信”，否认有偽造结構計算書的行为。当天，APA集团CEO元谷外志雄和APA酒店社長元谷芙美子召开记者会，表示「事态发展成这样，真是十分抱歉」。APA集团另有2栋公寓计划由上述設計事務所负责，eHomes社長藤田東吾在上一年曾称这两栋公寓有猫腻。就此事，APA集团在会上称可能「以诽谤为由对藤田提起诉讼」。
2月1日，京都市对2栋问题酒店进行了现场调查。
APA集团提出的抗震補強計划在2月21日获得京都市認可，改建工程于次日（22日）開始。在確認完工的建筑符合建築基準法后，2座酒店分别于3月31日和4月2日重新開始营業。

### APA酒店放置右翼書籍事件
2017年1月12至18日，两名在遊客先後以微博及視頻揭發了APA酒店在客房放置否認南京大屠殺及慰安婦的右翼書籍《理论近现代史学II》。消息透過Twitter、新浪微博等網絡媒體病毒式傳播，視頻在2天內播放數超過7400萬。
大量中國大陸及南韓的網民對酒店放置書籍的做法與政治主張十分反感，並在社交媒體上發起抵制APA酒店的行動。酒店受到中華人民共和國外交部的多次點名批評，指否認歷史事件的做法是「倒行逆施」，又稱「絕不會容忍歪曲歷史、傷害中國人民感情的公然挑釁行為」。APA酒店被韩国媒体称为「极右酒店」。
酒店官方網站在事件發生後瀏覽量持續出現異常，疑似受到網絡攻擊，導致網站連續數日陷入癱瘓，無法維持網上業務。酒店Facebook专页的留言區亦被貼批評貼文及南京大屠杀历史照片。1月24日，受到中华人民共和国国家旅游局要求，中华人民共和国內旅游業界停止與APA酒店進行業務合作。隨著事件發生亦引發了中國大陸人的反日情緒，亦有華人在日本就事件遊行示威。
雖然在中國大陸和南韓有大量反對聲音及負面評價，但也有大量日本人支持APA酒店的做法。酒店在官方網站發表聲明，澄清并非批评特定国家或国民，陳列的書籍不代表官方之立場，並且表明「不會因為被立場不同的人批判就從客房撤下書籍，日本保障言論自由，不允許因為一方壓力就收回自己主張」
。
APA集團董事長兼書籍的作者元谷外志雄在胜兵塾第68次每月例会上評論了事件，認為「幾個月後人們就會忘記發生了什麼，只會記得名字」，事件帶來的知名度或能彌補現時的營利損失。

### 畅谈日本葡萄酒会
“畅谈日本葡萄酒会”（日本を語るワインの会）每月举行一次。根据日本共产党机关报纸《赤旗报》的报道，参会者中有部分政经界权势人物和自卫队相关人士，活动包括与田母神俊雄讨论核武装等。包括APA集团内人士，安倍晋三、鸠山由纪夫与妻子鸠山幸等政治家，以及财经界人物等均有参与过此会。

## 其他集团公司
以下是APA集团内其他集团公司：
- APA株式会社（アパ株式会社）
- APA建设株式会社（アパ建設株式会社）
- APA住宅株式会社（アパ住宅株式会社）
- APA服务株式会社（アパサービス株式会社）
- APA总研株式会社（アパ総研株式会社）
- APA租赁株式会社（アパレント株式会社）
- 日本开发金融株式会社（日本開発ファイナンス株式会社）
- APA家庭株式会社（アパホーム株式会社）
- APA社区株式会社（アパコミュニティ株式会社）
- APA事业协同组合（アパ事業協同組合）
- APA度假村株式会社（アパリゾート株式会社）

## 节目赞助
- 新報道2001（富士電視台）[67]
- Your Time（日语：ユアタイム）（富士电视台）[68]
- 喜欢或讨厌的诉说之时（日语：好きか嫌いか言う時間）（TBS，2016年8月15日－）[69]
- MORNING CHANCE（日语：あさチャン!）（TBS电视台）[70]

过去
- SPORT（日语：すぽると）（富士電視台）
- 直击!Colosseum!! 一阵见血!TV（日语：直撃!コロシアム!! ズバッと!TV）（TBS，2016年4月11日－7月25日）[71]